# Ambassade des États-Unis en Italie
L'ambassade des États-Unis en Italie est la représentation diplomatique des États-Unis auprès de l'Italie. Elle est située à Rome, la capitale, au palais Marguerite. L'ambassadeur est Tilman Fertitta, depuis 2025.

## Ambassade
Le palais Marguerite devient le siège de l'ambassade en 1931, avant d'être acquis par le gouvernement américain en 1946. La résidence de l'ambassadeur est située dans la villa Taverna, au 5 rue Gioacchino Rossini.

## Histoire
Depuis 2006, l'ambassadeur des États-Unis en Italie est également accrédité auprès de Saint-Marin. L'ambassade des États-Unis près le Saint-Siège est indépendante de celle en Italie.

## Ambassadeurs

### Légation auroyaume des Deux-Siciles
- 1831-1832 : John Nelson (chargé d'affaires)
- 1838-1841 : Enos T. Throop (en) (chargé d'affaires)
- 1841-1845 : William Boulware (chargé d'affaires)
- 1845-1847 : William Hawkins Polk (en) (chargé d'affaires)
- 1848-1849 : John Rowan (chargé d'affaires)
- 1850-1853 : Edward Joy Morris (en) (chargé d'affaires)
- 1853-1858 : Robert Dale Owen (ministre)
- 1858-1860 : Joseph Ripley Chandler (en) (ministre)

### Légation àTurin
- 1840-1841 : Hezekiah Gold Rogers (en) (chargé d'affaires)
- 1841-1844 : Ambrose Baber (en) (chargé d'affaires)
- 1844-1847 : Robert Wickliffe, Jr. (chargé d'affaires)
- 1848-1850 : Nathaniel Niles (chargé d'affaires)
- 1850-1853 : William Burnet Kinney (en) (chargé d'affaires)
- 1853-1854 : John Moncure Daniel (en) (chargé d'affaires)
- 1854-1861 : John Moncure Daniel (ministre)
- 1861-1865 : George Perkins Marsh (envoyé)

### Légation àFlorence
- 1865-1871 : George Perkins Marsh (envoyé)

### Légation àRome
- 1871-1882 : George Perkins Marsh (envoyé)
- 1882-1885 : William Waldorf Astor (envoyé)
- 1885-1889 : John Stallo (en) (envoyé)
- 1889-1892 : Albert G. Porter (en) (envoyé)
- 1892-1894 : William Potter (envoyé)

### Ambassadeurs
- 1894-1897 : Wayne MacVeagh
- 1897-1901 : William Franklin Draper (en)
- 1901-1905 : George von Lengerke Meyer
- 1905-1907 : Henry White
- 1907-1909 : Lloyd Carpenter Griscom (en)
- 1909-1911 : John George Alexander Leishman (en)
- 1911-1913 : Thomas J. O'Brien
- 1913-1919 : Thomas Nelson Page (en)
- 1920-1921 : Robert Underwood Johnson
- 1921-1924 : Richard Washburn Child (en)
- 1924-1929 : Henry P. Fletcher (en)
- 1929-1933 : John W. Garrett (en)
- 1933-1936 : Breckinridge Long (en)
- 1936-1941 : William Phillips (diplomate) (en)
- 1941 : George Wadsworth (en) (chargé d'affaires)
- 1941-1945 : Rupture des relations diplomatiques
- 1945-1946 : Alexander Comstock Kirk (en)
- 1947-1952 : James Clement Dunn
- 1952-1953 : Ellsworth Bunker (en)
- 1953-1956 : Clare Boothe Luce
- 1957-1960 : James David Zellerbach (en)
- 1961-1968 : G. Frederick Reinhardt (en)
- 1968-1969 : Gardner Ackley (en)
- 1969-1973 : Graham Martin
- 1973-1977 : John Volpe
- 1977-1981 : Richard N. Gardner (en)
- 1981-1989 : Maxwell M. Rabb (en)
- 1989-1993 : Peter F. Secchia (en)
- 1993-1997 : Reginald Bartholomew (en)
- 1997-2001 : Thomas M. Foglietta (en)
- 2001-2005 : Mel Sembler (en)
- 2005-2009 : Ronald P. Spogli (en)
- 2009-2013 : David Thorne (diplomate) (en)
- 2013-2017 : John R. Phillips (en)
- 2017 : Kelly C. Degnan (en) (chargée d'affaires)
- 2017-2021 : Lewis Eisenberg (en)
- 2023-2025 : Jack Markell
- depuis 2025 : Tilman Fertitta